# Walter Brugna
Walter Brugna (Rivolta d'Adda, Llombardia, 28 de gener de 1965) va ser un ciclista italià que fou professional entre 1987 i 1991. Va destacar sobretot en el ciclisme en pista, concretament en el Mig Fons on guanyà tres medalles als Campionats del Món, una d'elles d'or.

## Palmarès en ruta
- 1985
  - 1r a la Copa Città di Melzo
- 1986
  - 1r al Trofeu Papà Cervi
- 1987
  - Vencedor de 3 etapes a la Herald Sun Tour
- 1988
  - Vencedor d'una etapa a la Herald Sun Tour
- 1991
  - Vencedor de 3 etapes a la Volta a l'Argentina

## Palmarès en pista
- 1990
  -  Campió del món de Mig Fons